# Resolutie 721 Veiligheidsraad Verenigde Naties
Resolutie 721 van de Veiligheidsraad van de Verenigde Naties werd unaniem aangenomen op 27 november 1991. De resolutie drong aan om het vier dagen eerder gesloten Akkoord van Genève na te leven, en stelde dit als voorwaarde voor een VN-vredesmacht in Joegoslavië.

## Achtergrond
In 1980 overleed de Joegoslavische leider Tito, die decennialang de bindende kracht was geweest tussen de zes deelstaten van het land. Na zijn dood kende het nationalisme een sterke opmars, en in 1991 verklaarden verschillende deelstaten zich onafhankelijk. 
Hierdoor braken er burgeroorlogen uit, met minderheden die tegen onafhankelijkheid waren in de deelstaten. Zo geschiedde ook in Kroatië, waar in de eerste helft van de jaren 1990 een bloedige burgeroorlog werd uitgevochten tussen Kroaten en Serven, en waarbij op grote schaal etnische zuiveringen plaatsvonden. De VN-vredesmacht UNPROFOR, later vervangen door UNCRO, moest een staakt-het-vuren bewerkstelligen en veilige zones creëren voor de bevolking.

### Het Akkoord van Genève
Op 23 november 1991 onderhandelde de Amerikaan Cyrus Vance als speciaal gezant van VN-secretaris-generaal Javier Pérez de Cuéllar een akkoord om de vijandelijkheden in Kroatië te beëindigen. Het werd ondertekend door de Servische president Slobodan Milošević, de Kroatische president Franjo Tuđman en de Joegoslavische minister van Defensie generaal Veljko Kadijević. Er werd overeengekomen dat Kroatië de blokkade van Joegoslavische legerbasissen zou opheffen, het Joegoslavisch Volksleger zich zou terugtrekken uit Kroatië, er een staakt-het-vuren zou komen en er meegewerkt zou worden met de levering van noodhulp aan de bevolking.

## Inhoud
De Veiligheidsraad:
- herinnert aan resolutie 713;
- overweegt de vraag van de Joegoslavische overheid voor een VN-vredesmacht in Joegoslavië;
- is erg bezorgd over de gevechten en de ernstige schendingen van het eerdere staakt-het-vuren
- merkt op dat de voortzetting en verergering van deze situatie de wereldvrede bedreigt;
- overweegt ook de brief van de secretaris-generaal over zijn onderzoeksmissie naar Joegoslavië en het bijgevoegde akkoord dat op 23 november werd ondertekend in Genève;
- overweegt verder dat elke partij die de onderzoeksmissie ontmoette zo snel mogelijk een VN-missie wilde;

1. keurt de inspanningen van de secretaris-generaal goed, en hoopt dat hij snel verdere contacten legt zodat hij aanbevelingen kan doen over onder meer een eventuele VN-missie;
2. onderschrijft de verklaring van de onderzoeksmissie dat een VN-missie niet kan zonder dat alle partijen het Akkoord van Genève naleven;
3. dringt er bij de partijen in Joegoslavië op aan dat akkoord na te leven;
4. al de aanbevelingen van de secretaris-generaal bestuderen en onverwijld gepaste actie ondernemen;
5. besluit om actief op de hoogte te blijven tot een vreedzame oplossing is bereikt.

## Verwante resoluties
- Resolutie 713 Veiligheidsraad Verenigde Naties
- Resolutie 724 Veiligheidsraad Verenigde Naties
- Resolutie 727 Veiligheidsraad Verenigde Naties (1992)

Lijst ·  684 ·  685 ·  686 ·  687 ·  688 ·  689 ·  690 ·  691 ·  692 ·  693 ·  694 ·  695 ·  696 ·  697 ·  698 ·  699 ·  700 ·  701 ·  702 ·  703 ·  704 ·  705 ·  706 ·  707 ·  708 ·  709 ·  710 ·  711 ·  712 ·  713 ·  714 ·  715 ·  716 ·  717 ·  718 ·  719 ·  720 ·  721 ·  722 ·  723 ·  724 ·  725